# Грб Грузијске ССР
Грб Грузијске ССР је усвојен 28. фебруара 1922, од стране владе Грузијске ССР. За разлику од грбова осталих Совјетских република, овај грб се не базира на грбу Совјетског Савеза. На грбу су приказани симболи пољопривреде, грожђе и пшеница. У средини грба је приказан Кавказ, изнад њега црвена звезда, а најдоминантнији део грба чини срп и чекић, симбол комунизма. У склопу грба се налази и мото Совјетског Савеза „Пролетери свих земаља, уједините се!“ написан на грузијском (პროლეტარ ყველა ქვეყნისა, შეერთდით!) и руском језику.
Грб је био на снази до 11. децембра 1990, када је замењен данашњим грбом Грузије.